# Matt Biondi
Matthew Nicholas Biondi, znany jako Matt Biondi (ur. 8 października 1965 w Moradze w Kalifornii) – amerykański pływak. Trzykrotny uczestnik igrzysk olimpijskich (w 1984, 1988 i 1992), podczas których zdobył osiem złotych medali, dwa srebrne i jeden brązowy.

## Życiorys
Pływać nauczył się już jako pięciolatek. Mając osiemnaście lat pokonał dystans 100 metrów w czasie 50,23 s. Jako dziewiętnastolatek zakwalifikował się do amerykańskiej drużyny olimpijskiej; podczas Igrzysk Olimpijskich w 1984 w Los Angeles wywalczył złoty medal, bijąc jednocześnie rekord świata na dystansie 4 × 100 m stylem dowolnym.
Pierwszy indywidualny medal Biondi zdobył w 1985 roku. Na mistrzostwach świata w 1986 i 1991 roku zdobył łącznie jedenaście medali, w tym sześć złotych.
Na igrzyskach olimpijskich w 1988 w Seulu wywalczył aż siedem medali. Na igrzyskach w Barcelonie zdobył trzy medale (dwa złote i jeden srebrny – na dystansie 50 m stylem dowolnym pokonał go tylko Aleksandr Popow).
Obecnie Matt Biondi mieszka na Hawajach wraz z żoną Kirsten i synem Nathanielem i szkoli młodych pływaków.